# Bror Persson
Bror Waldemar Persson (i riksdagen kallad Persson i Halmstad), född 10 januari 1891 i Halmstad, död där 19 juni 1950, var en svensk köpman och politiker (folkpartiet).
Bror Persson, som var son till en smed, var handlare först i Harplinge och sedan i Halmstad. I Halmstad var han också aktiv i stadens politiska liv, bland annat som ledamot i drätselkammaren. Han var ordförande i Halmstads köpmannaförening mellan 1940 och 1948.
Han var riksdagsledamot i andra kammaren för Hallands läns valkrets från 1949 till sin död 1950. I riksdagen var han suppleant i bevillningsutskottet.